# 阿馬遜圖卡尼斯足球會
阿馬遜圖卡尼斯足球會(Tucanes de Amazonas Fútbol Club)，簡稱阿馬遜圖卡尼斯(Tucanes de Amazonas)或圖卡尼斯，是一支為於卡拉卡斯的委內瑞拉足球會。2008年成立，於2011年升班超聯。